# Neagoe Bassarabe
 Neagoe Bassarabe  (em romeno:  Neagoe Basarab) ou Bassarabe V (em romeno:  Basarab al V-lea) (1481-15 de Setembro de 1521) foi Príncipe da Valáquia entre 23 de Janeiro de 1512 e 15 de Setembro de 1521.

## Biografia
A parentalidade de Neagoe Bassarabe é duvidosa. Há teorias em que foi filho do grande magistrado Parvu Craiovescu; há outras, porém, que o inserem na Dinastia Bassarabe como filho de Bassarabe IV da Valáquia. Ele cresceu num ambiente cultural, onde se valorizavam as sete artes. Ele falava latim, grego e eslavo .
Neagoe viajou por vários países da Europa Central e do Império Otomano. No final destas viagens, teve vários cargos na política valaquiana. Assim, foi Camareiro (28 de Janeiro de 1501), Grande Camareiro (Dezembro de 1501- 19 de Junho de 1509 e Grande Comissário (24 de Abril de 1510- 28 de Novembro de 1511).
Tendo subido ao trono valaquiano a 23 de Janeiro de 1512, Neagoe Bassarabe incentivou o desenvolvimento do comércio e do artesanato e tentou manter boas relações com o Reino da Hungria. Ele também tentou estabelecer relações diplomáticas com Veneza e Roma, e mediou conflitos entre ortodoxos e católicos. Continuou com os objetivos baseados na política de Estêvão III da Moldávia e tentou alcançar uma aliança entre os países do Oriente contra a expansão turca.   Em 1519, Neagoe e Estêvão IV da Moldávia enviaram um embaixador para o Vaticano, através do qual " Neagoe Bassarabe e os seus filhos Teodósio e Pedro e Estêvão e os seus filhos prometem a sua participação que na expedição contra Selim, tirano turco. "  O país, porém, permanece vassalo dos Otomanos.
Neagoe fez doações generosas a mosteiros ortodoxos. Durante o seu reinado foi construído o Mosteiro de Curtea de Argeș, em torno do qual nasceu a lenda de Mestre Manole. Reedificou a Igreja de Arges, que estava em ruínas.
Neagoe é o autor de uma das primeiras obras-primas da literatura antiga ,  Os ensinamentos de Neagoe a seu filho Teodósio  , escrito em língua eslava , mas traduzido em romeno (há uma cópia atestada em romeno , em 1654).
Neagoe, neste livro, anota não só os princípios que regem a política de estado e a educação moral dos jovens, mas também princípios de governação da alma, que confere a quem vai seguindo o legado dos verdadeiros valores espirituais. Esta obra monumental foi criada entre 1513-1521. No livro " Romaniae Monumenta Vaticana ", publicado em 1996 , o Dr. Dumitriu - Snagov apresentou evidências sobre o fato de que os "ensinamentos" de Neagoe foram posteriormente plagiados para Ivan IV da Rússia. Plágio esse executado por Theodore Mamalachos, embaixador de Ivan em Constantinopla, a fim de que este documento é uma evidência do alto caráter moral de Ivan , o Terrível, noseu processo de reconhecimento formal como basileu pelo Patriarca de Constantinopla . No processo de plágio , Theodore Mamalachos esqueceu-se de remover ou substituir os nomes de Neagoe e Teodósio. O documento assinado por Theodore Mamalachos foi descoberto em 1988 pelo pesquisador italiano Lucas Santo, sem saber a importância desta descoberta. Tem sido feito um estudo cuidadoso do plágio.

## Casamento e descendência
Neagoe Bassarabe casou-se com a princesa sérvia Milica Branković (1474 - 30 de Janeiro de 1554), filha do déspota Estêvão Branković O Cego e Angelina Arianiti. Neagoe Bassarabe e Milica tiveram a seguinte descendência:
- Teodósio, (f.22 de Janeiro de 1522), herdeiro do pai;
- João (f. 27 de Novembro de 1518);
- Pedro (f. 15 de Junho de 1519;
- Angelina (f. 3 de Agosto de 1519) ;
- Ruxandra (f. 1545), casada em primeiras núpcias em 1524 com Radu V de Afumati (f.1529), e em segundas núpcias, em 1541, com Radu VII Paisie;
- Stana (f. depois de 1530), casada em 1524 com o príncipe Estêvão IV da Moldávia (f.1527). Foi freira com o nome Sofrónia a partir de 1530.